# Кінько Андрій Мефодійович

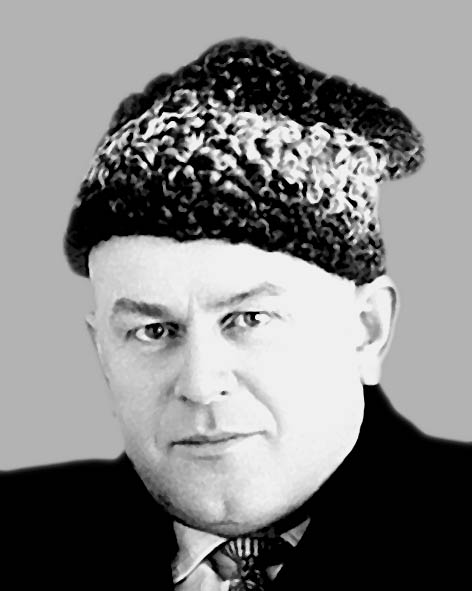

Андрій Мефодійович Кінько — фольклори́ст, літературознавець, кандидат філологічних наук, учасник Другої Світової війни.

## Біографія
Народився (03(16). 06. 1911, с. Білики, нині смт Кобеляцького р-ну Полтавської області – помер 09. 08. 1985, Київ). Сім'я походила з давнього козацького роду.
Після школи юнак вступив на навчання у Полтавську землевпорядну профшколу. [Архівовано 12 квітня 2021 у Wayback Machine.]
Закінчивши у 1929 році Харківський геодезичний технікум, працював геодезистом і землеміром у різних областях України.
На Роменщині молодий спеціаліст зацікавився народною творчістю, почав збирати фольклорний матеріал.
У 30-х роках здобув вищу педагогічну освіту, вчителював у Корсуні.
З часом захопився шевченкознавством і 1939 року вступив до аспірантури, але навчанню завадила війна.
1946 року  захистив дисертацію з фольклористики.
1946 року і по 1971 рік працював у Інституті Мистецтвознавства, Фольклору та Етнографії імені  Максима Рильського АН УРСР старшим науковим співробітником.
Захопившись вивченням билин, опублікував статтю на цю тему, яка була надрукована у книзі «Билинна слава Києва».
Свої наукові праці вчений публікував у багатьох збірниках і монографіях:
- «Українська народна поетична творчість»,
- «Українські народні ліричні пісні» та ін.

Вивчав життя і творчості Т. Г. Шевченка, науковець збирав фольклорні записи по Шевченківських місцях України і досліджував історію Шевченкового краю за народними переказами.
Дослідження були  надруковані у періодичних виданнях 60-х років:
- «Ім'ям і словом Кобзаря»,
- «Твоя, Тарасе, Катерина... З народних розповідей Шевченкового краю»,
- «Поэт и предрассветные огни»,
- «Роздуми після перегляду кінофільму «Сон»,
- «Подорожі у Шевченківський край» та багато інших статей.

1966 року брав участь у XV науковій Шевченківській конференції, де виступив із повідомленням «Сторінки інтернаціональної Шевченкіани».
В останні роки життя вчений працював над шевченкознавчою книгою «Мандрівка в майбутнє». Він також є співавтором підручника «Українська народнопоетична творчість», упорядкував книгу «Добрий вечір, дівчино!», є співукладачем збірників «Українські народні ліричні пісні» та ін.

## Твори
- Кінько А. М. Билинна слава Києва / А. М. Кінько. – К. : Музична Україна, 1983. – 144 с.
- Кінько А. Слово про билинні заспіви одвічних проблем / А. Кінько // Билинна слава Києва / А. Кінько. – К. : Музична Україна, 1983. – С. 4-20.